# Lanius tephronotus
Picanço-do-tibete ou picanço-do-himalaia (Lanius tephronotus) é uma espécie de ave da família Laniidae.
Pode ser encontrada nos seguintes países: Bangladesh, Butão, Camboja, China, Índia, Laos, Myanmar, Nepal, Paquistão, Rússia, Tailândia e Vietname.